# カンボ＝レ＝バン
カンボ＝レ＝バン （フランス語:Cambo-les-Bains、バスク語:Kambo）は、フランス、ヌーヴェル＝アキテーヌ地域圏、ピレネー＝アトランティック県のコミューン。

## 地理
カンボ＝レ＝バンはフランス領バスクのラブール地方に属す。スペイン国境まで約15kmと近く、自動車で約30分でコート・バスク（バスク海岸）に着くことができる。アドゥール川の支流ニーヴ川が流れる。

## 経済
スパ関連の職業につく人が1000人を超える。スパのほか17箇所の保養施設がある。残りの経済活動は農業と園芸である。カンボ＝レ＝バンで生産されるエスプレットにはAOCが付けられる。
カンボ＝レ＝バンのスパは、リウマチ、変形性膝関節症、運動器障害に効能があるとされる。スパの建物は1926年に建てられた新古典主義建築で、15ヘクタールの庭園もある。18世紀初頭、定期的にカンボのスパを訪問したのはスペイン王カルロス2世の未亡人マリアナであった.。

## 交通
- 道路 - D932、D918、D22、A63
- 鉄道 - フランス国鉄TERアキテーヌのバイヨンヌ＝サン＝ジャン＝ド＝リュズ線、カンボ＝レ＝バン駅。

## 由来
Camboは、1235年に出されたバイヨンヌの特許状台帳に記載されている。1350年にはCamboa、1501年にバイヨンヌの憲章の中ではCambe、1650年にCambo、1757年にはバイヨンヌ司教座の文書でSanctus Laurentius de Cambo、フランス革命中の1793年にはLa Montagneと呼ばれた。

## 歴史
歴史家ポール・レイモンは、ラールソールの教区がカンボに併合されたと記録している。1790年3月4日の法令で、フランス国内は県と地方行政区画が一新されたが、このときベアルンを分割してバス＝ピレネー県が誕生した。バイヨンヌ、ビダシュ、フランス領バスクの3地方はガスコーニュに含まれた。フランス領バスクにはラブールの代官区に代わって3つの地区ができた。モレオン、サン＝パレ、ユスタリッツである。地元官職者の力を押さえつけるため、ユスタリッツの地区機能はただちにバイヨンヌへ移された。多くのコミューンは、革命の精神に沿って改名が行われた。カンボはラ・モンターニュ、アイノアはメンディアルト、ユスタリッツはマラ＝シュル＝ニーヴ、イチャスーはユニオン、アルボンヌはコンスタント、サン＝テチエンヌ＝ド＝バイゴリはテルモピル、サン＝パレはモン＝ビドゥーズといった具合であった。1790年、カンボはアルスウとイチャスウを含む小郡庁所在地となった。
恐怖政治が頂点に達した1794年、イチャスウから47人の若者が脱走した。公安委員会は彼らを逮捕して、男女・幼い子供を含む一部を、スペイン国境に近いその他のコミューンと同じく、アイノア、アスカン、エスプレット、イチャスウ、サール、スライードといった不名誉なコミューン（communes infâmes）へ強制送還した.。1794年9月の法令で追放が解除され帰宅が許されても、彼らには困難が待ち構えていた。まず第一に、自由の身となった彼らに空腹を満たす手段がなかった。そして人里離れた場所にあった彼らの家は略奪にあい、家財道具が持ち去られていたのである。

## 姉妹都市
- デバ、スペイン
- カルダス・ダ・ライーニャ、ポルトガル